# Pelophryne linanitensis
Pelophryne linanitensis é uma espécie de sapo da família Bufonidae. Ele é endêmico em Bornéu. Seu habitat natural são as florestas úmidas das terras baixas, em áreas tropicais e subtropicais, e rios. Está ameaçado pela perda do seu habitat.